# Orthocentrus urbanus
Orthocentrus urbanus är en stekelart som beskrevs av André Seyrig 1934. Orthocentrus urbanus ingår i släktet Orthocentrus och familjen brokparasitsteklar. Inga underarter finns listade i Catalogue of Life.